# Anna Maria Rückerschöld
Anna Maria Rückerschöld (Hedemora, 5 febbraio 1725 – Stoccolma, 25 maggio 1805) è stata una scrittrice svedese.

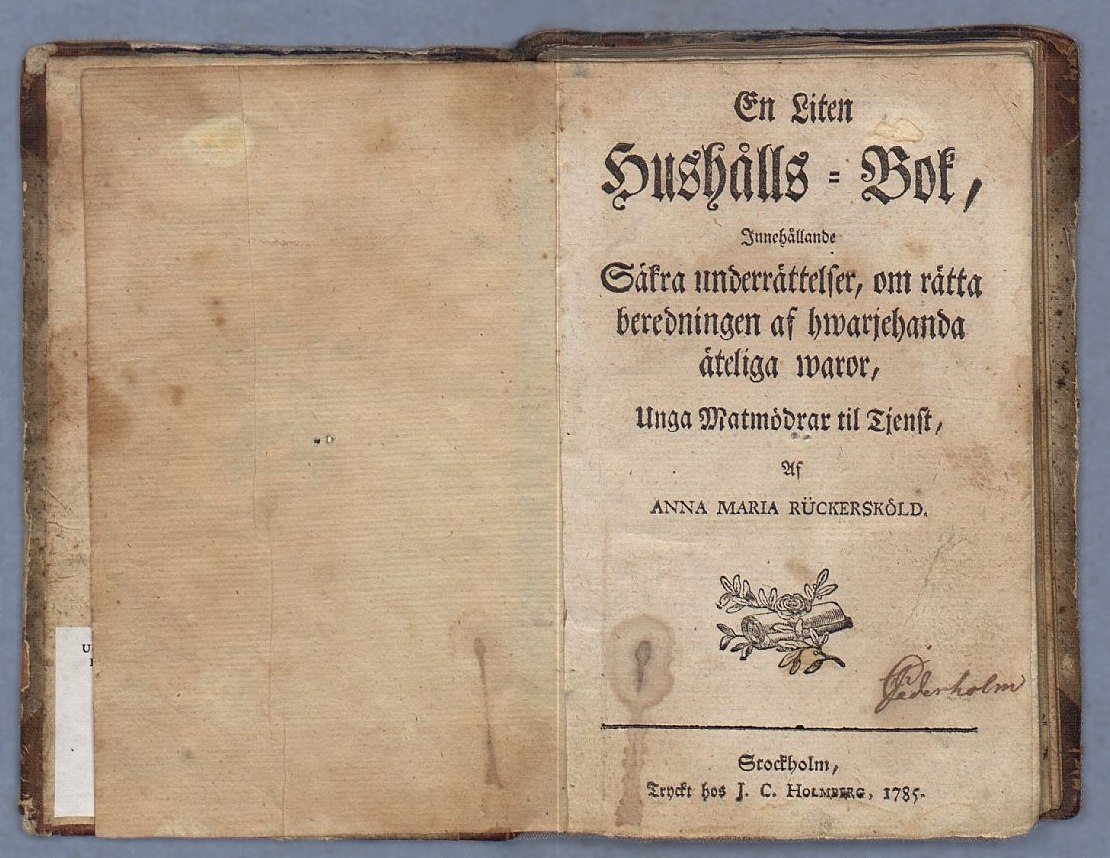
Frontespizio di En Liten Hushålls-Bok, Piccolo libro di gestione domestica.

Scrisse tra la fine del XVIII secolo e l'inizio del XIX secolo un gran numero di libri, divenuti molto popolari, inerenti temi quali la gestione della casa e la cucina. Le tematiche vengono affrontate con un occhio particolarmente attento a quelle tecniche pratiche che permettano di ridurre le spese e vivere in semplicità e autosufficienza.
A.M. Rückerschöld, cresciuta in una famiglia agiata nella provincia di Dalarna, fu accudita in maniera particolare da suo nonno Christopher Polhem. La sua educazione, mai ricevuta formalmente in un istituto, fu frutto delle premure del nonno e dei suoi fratelli i quali ricevevano un'educazione privata in casa come d'uso al tempo.
Nel 1750 si sposa con un impiegato nella magistratura e si trasferisce prima in una fattoria a Väsby e successivamente a Stoccolma. Nella capitale diede alla luce quattro figli ai quali però sopravvisse. Morì a Stoccolma nel 1805.
La tematica centrale nelle opere di Rückerschöld consiste nel diritto delle donne a ricevere una propria forma formazione dato che a quel tempo, come la sua stessa biografia testimonia, non era consentito o era perlomeno raro che le donne potessero studiare. La sua idea di formazione femminile rimane comunque limitata all'ambito del sapere domestico (inerente alla gestione della casa e alla cucina) che lei stessa si preoccupò di diffondere attraverso i suoi libri. Su questa rivista pubblicò nel 1770 una lettera che solo molto dopo fu attribuita a lei.
Assieme a Cajsa Warg ed altre scrittrici è comunemente considerata una personalità influenti tra coloro che si occuparono dell'ambito culinario nella Svezia del gustavianska tiden ovvero il periodo della storia svedese compresa tra il regno di Gustavo III e quello di Gustavo IV. Ciò che tuttavia la distingue dalle altre scrittrici del gruppo è il suo interesse per le tematiche sociali e riguardanti l'economia domestica.

## Biografia
Anna Maria Rückerschöld nasce il 5 febbraio 1725 dalla scrittrice Emerentia Pohlem e Reinhold Galle Rückersköld avvocato presso la Corte suprema di Stoccolma. La giovane Anna Maria crebbe a Stjärnsund e Hedemora in una famiglia che contava sette figlie e tre figli. Il padre, che in origine si chiamava Rücker di cognome, era salito di rango e divenuto nobile assumendo il cognome completo di Rückerschöld nel 1751, stesso anno della sua morte.
Reihnold Rücker (il padre) era spesso via di casa per le incombenze lavorative a Stoccolma e lasciava pertanto la gestione della casa e degli affari di famiglia alla moglie nonché madre della futura scrittrice.

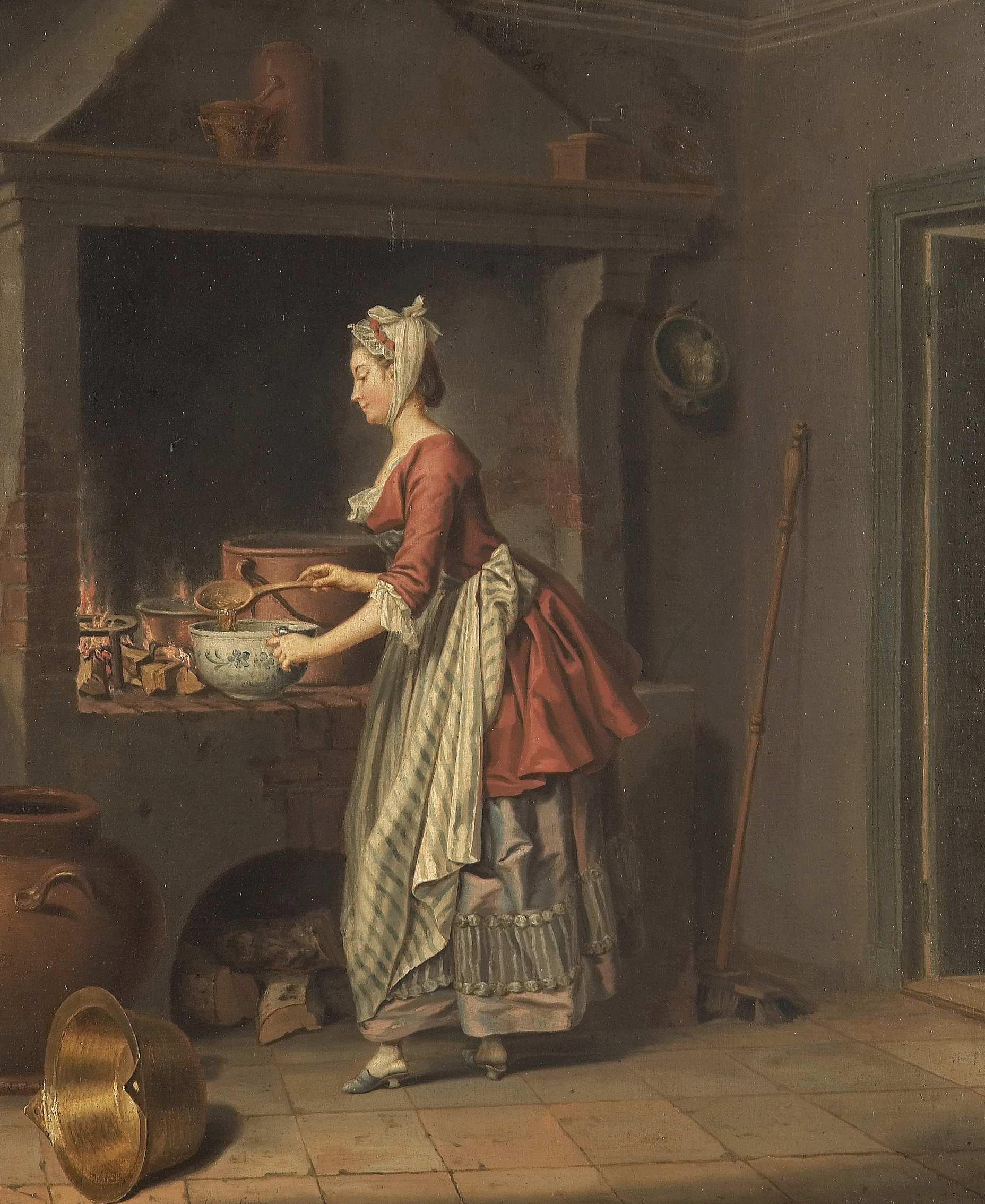
Una cameriera versa la zuppa da un calderone, fine XVIII sec., olio su tela di Pehr Hilleström.

Per questo motivo, la piccola Anna Maria si trovò a passare molto tempo durante la sua infanzia con il nonno materno, l'inventore Christopher Pohlem nella cittadina di Stjärnsund.
All'età di dodici anni i tre fratelli maschi si iscrivono all'Università di Uppsala. Alle altre sette figlie rimaste a Hedemora non viene data la possibilità di ricevere un'educazione accademica come di consuetudine al tempo.
La cultura che traspare dalle sue opere deriva in parte dalla frequentazione con i fratelli, studenti universitari, in parte dalle lezioni impartitele in casa da un insegnante privato e in parte dalla sua intensa passione per la lettura.
Nel 1750, all'età di 25 anni va in sposa a Jonas Jakobsson Dahl, trentenne impiegato alla Corte Suprema a Stoccolma e laureato in legge a Uppsala oltre che proprietario di una fabbrica. Anna Maria mantenne, come prevedeva l'uso svedese, il cognome da nubile per tutta la vita aggiungendo nel 1751, dopo la promozione del padre, -schöld come segno nobiliare.
Nel 1751 nasce anche la prima figlia, Emerentia, e nel 1760 si trasferisce a Väsby nello Uppland a Nord di Stoccolma.
Nel 1759 e nel 1765 partorisce altre due volte dando alla luce Maria Fredrica e Christopher. Un quarto figlio, Chierstin, morì appena sette ore dopo il parto.
Emerentia si sposò con un luogotenente dello Småland, Johan Bergencreutz mentre Maria Fredrica rimase nubile. L'unico figlio maschio, Christopher si imbarcò nella marina svedese e di lui si persero le tracce. La famiglia si trasferì una seconda volta, questa volta a Stoccolma nel 1775.

## Opere

### Attività pubblicistica
Anna Maria Rückerschöld è generalmente conosciuta solo per i suoi libri di cucina e quelli riguardanti la gestione della casa ma a lei si attribuisce anche un articolo anonimo apparso sulla rivista Almänna Magazinet e riguardante la necessità di un'istruzione femminile. L'articolo fu pubblicato nel 1770 sotto forma di lettera aperta al pubblico con il titolo Petizione pubblica per la condizione infelice delle donne svedesi (in svedese: Det Olyckliga Swenska Fruentimrets Böneskrift till Allmänheten) recante la firma "Fru D***" (Signora D***). L'identificazione dell'autrice anonima Signora D con Anna Maria Rückerschöld è stata sostenuta e documentata da Agneta Helmius sulla base di un rapporto epistolare tra la Rückerschöld e Carl Christopher Gjörwell redattore della stessa rivista a cui era stata mandata la lettera. Nello scambio di lettere, la Rückerschöld ringraziava Gjörwell per aver pubblicato un suo scritto.
L'articolo della Rückerschöld era stato sviluppato mentre era in corso un vivace dibattito pubblico; la Tryckfrihetsförordningen (Legge sulla libertà di stampa una legge che si mirava a regolamentare la censura su libri e giornali) emanata nel 1766 apriva e incoraggiava una discussione pubblica su come migliorare la qualità della società svedese. Temi come economia, immigrazione ed emigrazione, agricoltura e soprattutto istruzione erano tra i temi più discussi e toccavano la situazione problematica delle ragazze non sposate della classe media; senza un marito, una donna svedese aveva davvero pochissime possibilità di sopravvivenza dato che il lavoro di servo o domestico era riservato quasi esclusivamente agli uomini delle classi sociali inferiori.
In questo contesto, Anna Maria Rückerschöld aveva sì difeso la tradizionale divisione naturale dei lavori tra i sessi ma aveva anche proposto l'istituzione di scuole pubbliche per le donne nelle quali venisse impartita una conoscenza basilare dell'arte culinaria, del modo di svolgere le faccende domestiche, del cucito e dell'economia domestica. Secondo il suo modo di vedere le cose, le capacità pratiche di una donna dovevano avere priorità rispetto a un'istruzione utili a fini sociali o mondani e cioè ballo, musica, letteratura, o Bon ton.. Con uno stile fortemente allegorico, l'autrice esprimeva nel suo articolo il suo parere sulle modalità in cui uomini e donne dovessero relazionarsi l'un l'altro e su come si sentisse irritata dalla migliore condizione sociale dei suoi fratelli. È rimasta celebre l'immagine da lei usata per descrivere le donne svedesi e allo stesso tempo per sottolineare la gravità della situazione: l'autrice confrontò la donna svedese del '700 con Filomela, la donna della mitologia greca violentata dal fratello Tereo e a cui era stata poi strappata la lingua perché non riferisse del torto subito. Filomela nel mito riesce comunque a svelare il torto subito con l'arte del ricamo attraverso la quale ella può rappresentare la sua storia.
La filosofia di Rückerschöld è segnata dalla necessità di una formazione e della libertà e costituisce un ottimo ritratto dell'epoca in cui visse. L'interesse per l'economia domestica si inserisce per lei nel concetto più macroscopico di economia nazionale credendo che il fallimento dell'una abbia effetti irreversibili anche sull'altra. Si prodigò molto affinché nascesse una scienza dell'economia domestica a livello accademico, progetto che vide la sua realizzazione solo all'inizio del 900.

### Libri

#### En Liten Hushålls-Bok

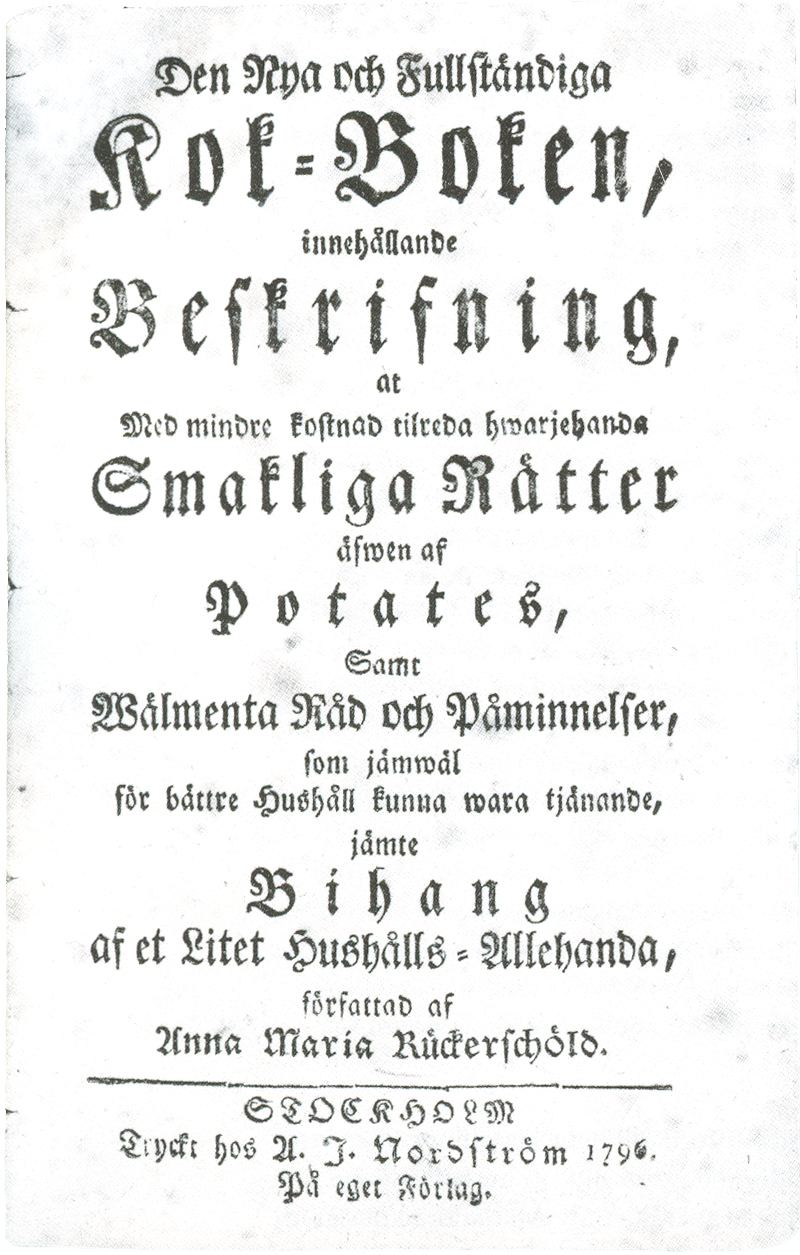
Den Nya och Fullständiga Kok-Boken, Nuovo e completo ricettario, l'unica opera di Rückerschöld a trattare esclusivamente di gestione cucina

Nel 1785, vale a dire quindici anni dopo aver pubblicato il suo articolo sulla rivista per l'istruzione delle donne, Anna Maria Rückerschöld pubblicò l'opera Piccolo libro di gestione famigliare (in svedese: En Liten Hushålls-Bok), questa volta firmato con il suo nome. Il libro comprende una serie di consigli pratici sul lavoro domestico: faccende domestiche, cucina, pulizie ecc....
Il libro è chiaramente influenzato dall'economia mercantilista del suo tempo: l'idea centrale che traspare è che ognuno deve essere autosufficiente più che può in ogni ambito della vita. La Rückerschöld consiglia pertanto ai suoi lettori di trarre vantaggi da tutto ciò che è immediatamente usufruibile (bacche nei boschi, caccia, agricoltura) e di ricorrere il meno possibile ai prodotti stranieri. Questa sua prima opera descrive davvero poche ricette e qualora lo faccia si tratta di piatti molto semplici e comuni quali zuppe o porridge mentre per la descrizione di altre ricette meno facili ed economiche la Rückerschöld rimanda ad altri ricettari quali quello dell'amica Cajsa Warg in cui il tema delle ricette è assolutamente centrale.
Il piccolo libro di gestione famigliare divenne molto popolare e vennero pubblicate due edizioni.

#### Den Nya och Fullständiga Kok-Boken
Nel 1796 l'autrice ormai affermata nel campo, pubblicò la sua seconda opera: Nuovo e completo ricettario (in svedese: Den Nya och Fullständiga Kok-Boken). Questa seconda opera, molto più estesa, trattava quasi esclusivamente di ricette in oltre 300 pagine includendo anche piatti più raffinati rispetto alla precedente opera. Piatti raffinati sì ma pur sempre abbastanza economici da realizzare. In questo testo l'autrice criticava il ricettario della Warg con l'accusa di essere stravagante anche se in qualche modo veniva giustificato dal fatto che l'autrice aveva vissuto in anni migliori e aveva lavorato presso una famiglia ricca.
Ancora una volta, come in tutta la sua produzione, l'autrice sottolineava quanto fosse importante che le donne fossero abili in casa e che senza un'adeguata preparazione non avrebbero potuto rispondere alla propria vocazione femminile. Questo scopo è raggiunto con la breve descrizione, in forma di racconti, di domestiche che per amore della vita mondana o dei bei costumi hanno abbandonato l'arte della gestione della casa e quella culinaria provocando gravi danni alla propria famiglia. Accanto a queste figure viene anche proposto un archetipo della domestica ideale, Beningnia, la quale è umile diligente e competente, la prima persona a svegliarsi e l'ultima ad andare a letto e così facendo si dimostra "Onore del marito, corona della casa, esempio per il popolo".

#### Fattig Mans Wisthus och Kök e En Liten Hushålls-Cateches
Anna Maria Rückerschöld scrisse altri due libri sullo stesso argomento dei precedenti: Fattig Mans Wisthus och Kök ("La cucina e la dispensa dell'uomo povero") e En Liten Hushålls-Cateches ("Piccolo catechismo domestico"). Il primo fu pubblicato nel 1796 e con esso si allargò la cerchia dei suoi lettori raggiungendo anche le famiglie contadine che costituivano la maggioranza della popolazione svedese. Il nucleo di queste opere riprende ancora una volta gli stessi temi già affrontati: necessità di una istruzione per le donne e grandi vantaggi dell'autosufficienza delle donne che garantisce nel caso di un marito incompetente di evitare la rovina della famiglia. Nel Catechismo tali consigli vengono presentati come necessari se si vuole obbedire alla volontà di Dio per la donna.
Il passo in avanti compiuto da queste opere tarde è l'attenzione agli accorgimenti che devono essere adottati per risparmiare e condurre una casa nella maniera più saggia possibile.
Come consiglio pratico, la Rückerschöld ad esempio, inserisce quello di acquistare beni all'ingrosso unendosi con i vicini del proprio quartiere in modo da ridurre i prezzi.
Per il suo interesse verso i poveri, il libro La cucina e la dispensa delluomo povero ottenne un riconoscimento dalla Società patriottica svedese per essere stato il primo libro pensato per i meno abbienti.
Rückerschöld è la prima scrittrice svedese a descrivere l'utilizzo e le tecniche di preparazione delle patate incoraggiandone l'uso.
Nei suoi libri l'autrice sosteneva anche l'importanza dell'osservare una certa igiene in cucina per evitare la diffusione di malattie, cosa tra l'altro non rara all'epoca, e pose inoltre in evidenza la relazione tra buona alimentazione e salute. In questo, come nell'idea di istituire scuole femminili, la Rückerschöld fu un vero pioniere e le sue idee poterono essere pienamente realizzate solo nel XX secolo.

### Opere in svedese
- (SV) Anna Maria Rückerschöld, En liten hushålls-bok, Stockholm, Holmberg, 1785,  p. 80.
- (SV) Anna Maria Rückerschöld, Fattig mans wisthus och kök, vol. 2, Stockholm, Anders J. Nordström, 1797,  p. 64.
- (SV) Anna Maria Rückerschöld, Försök til en liten hushålls-cateches, Stockholm, Anders J. Nordström, 1800,  p. 48.
- (SV) Anna Maria Rückerschöld, Den nya och fullständiga kok-boken, Stockholm, Holmberg, 1801,  p. 319.

### Opere su Anna Maria Rückerschöld
- Helmius, Agneta "Det Olyckliga Swenska Fruentimret": Om kokboksförfattarinnan Anna Maria Rückerschöld och kvinnors villkor på 1700-talet. Polhemsstiftelsen i Stjernsund, Hedemora. 1993.
- Helmius, Agneta, "Rückerschöld, Anna Maria" i Svenskt biografiskt lexikon band 30, s. 795-797. Norstedts, Stockholm. 2000.
- Ärlemalm, Ingrid Cajsa Warg, Hiram och de andra: om svenska kokboksförfattarinnor. Ordalaget, Bromma. 2000. ISBN 91-89086-15-5
- AA.VV., Swedish Chefs: Anna Maria Rückerschöld, Marcus Samuelsson, Nils Norén, Per Morberg, Tina Nordström, Mathias Dahlgren, Lars Bäckman, Cajsa Warg, LLC Books, 2010, ISBN 9781157141006.
- AA.VV., Swedish Non-Fiction Writers, LLC Books, 2010, ISBN 9781157142249.
- Pasi Ihalainen e Michael Bregnsbo, Scandinavia in the Age of Revolution, Ashgate, 2011, ISBN 9781409400196.